# Línea N6 (Avanza Zaragoza)
La línea N6 o búho 6 es una línea regular nocturna de Avanza Zaragoza. Realiza el recorrido comprendido entre el Paseo de Pamplona y el barrio de La Cartuja en la ciudad de Zaragoza (España).Esta línea es algo curiosa debido a los dos recorridos que realiza(denominado N6A, desde Paseo Pamplona a Vía Hispanidad, y el otro recorrido, denominado N6B, desde Paseo Pamplona hasta La Cartuja). Hay que tener en cuenta de que a pesar de ser la misma línea no se puede realizar transbordo entre los recorridos N6A y N6B.
Tiene una frecuencia media de 90 minutos.
Esta línea, al igual que todas las líneas nocturnas, presta servicio doble durante la madrugada del Día del Pilar(13 de octubre), Navidad(25 de diciembre) y Año Nuevo(1 de enero), utilizando dos autobuses en vez en vez de uno y teniendo una frecuencia de 45 minutos.

## Desvíos actuales (no incluidos en la tabla)
No hay ningún desvío a fecha de la edición de este artículo.